# Peter Paxton

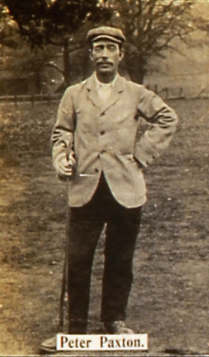
Peter Paxton in 1892

Peter Paxton (Musselburgh, 20 oktober 1857 - Romford, 3 juli 1929) was een golfprofessional uit Musselburgh, Schotland.
In 1880 werd hij tweede op The Open Championship, na Bob Ferguson.
Paxton was een 'clubmaker' en maakte golfclubs en -ballen, onder andere voor de koninklijke familie. Hij ontwierp tevens een aantal golfbanen, onder meer die van de Bray Golf Club (1897) in Ravenwell en de East Berkshire Golf Club (1903).
Hij werkte bij Hangar Hill en werd opgevolgd door William Anderson (geb. 1872) toen hij in 1905 naar Leeds vertrok.

## Referentie
- "The Founding of Bray Golf Club at Ravenwell in 1897."[dode link]